# Nino Ferrari (ingegnere)
Nino Ferrari (Campegine, 1875 – La Spezia, 1941) è stato un ingegnere e architetto italiano.

## Biografia
Nel 1903 Ferrari conseguì la licenza in Scienze matematiche e nel 1905 la laurea in ingegneria civile. Fu l'assistente del professor Attilio Muggia all'università di Bologna, in seguito si specializzò sulle innovative fondazioni profonde su cassone autoaffondante pressurizzato ad aria compressa, inventate per la costruzione della Tour Eiffel. 
Nino Ferrari fino dal 1906 fu un progettista e costruttore, in particolare di ponti ad arcate multiple ribassate anche di oltre 50 metri di luce in 
cemento armato (al tempo, si trattava delle prime realizzazioni di questo tipo). 
Tra il 1906 ed il 1914 eseguì il progetto e la costruzione dei ponti in cemento armato sul fiume Magra a Caprigliola–Albiano e sul fiume Vara a Piana Battolla. 
Nel 1917 iniziò ad occuparsi di edilizia a La Spezia, dove si applicò al calcolo strutturale e alla costruzione di molti edifici di spicco che ancora oggi si distinguono per significato architettonico e per monumentalità.

Negli anni dal 1920 al 1923 costruì in piazza Verdi il Palazzo degli Studi, sulla via Vittorio Veneto il cosiddetto Grattacielo Bibbiani. Negli anni 1925-1928, con l'architetto Franco Oliva, il Palazzo del Governo e, in piazza Europa, i Palazzi Ferrari e il Palazzo Comunale della Spezia. 
Realizzò anche opere militari per il Ministero della difesa, anche in Libia, allora ancora colonia Italiana.